# کاریامبا
کاریامبا (به لاتین: Cariamba) یک منطقهٔ مسکونی در آنگولا است که در استان کوانزای شمالی واقع شده‌است.